# Punctozotroctes guianensis
Punctozotroctes guianensis är en skalbaggsart som beskrevs av Tavakilian och Néouze 2007. Punctozotroctes guianensis ingår i släktet Punctozotroctes och familjen långhorningar. Inga underarter finns listade i Catalogue of Life.